# Jankowo (gromada)
Jankowo – dawna gromada, czyli najmniejsza jednostka podziału terytorialnego Polskiej Rzeczypospolitej Ludowej w latach 1954–1972.
Gromady, z gromadzkimi radami narodowymi (GRN) jako organami władzy najniższego stopnia na wsi, funkcjonowały od reformy reorganizującej administrację wiejską przeprowadzonej jesienią 1954 do momentu ich zniesienia z dniem 1 stycznia 1973, tym samym wypierając organizację gminną w latach 1954–1972.
Gromadę Jankowo z siedzibą GRN w Jankowie utworzono – jako jedną z 8759 gromad na obszarze Polski – w powiecie lipnowskim w woj. bydgoskim, na mocy uchwały nr 24/8 WRN w Bydgoszczy z dnia 5 października 1954. W skład jednostki weszły obszary dotychczasowych gromad Jankowo, Trzebiegoszcz i Konotopie ze zniesionej gminy Jastrzębie w tymże powiecie. Dla gromady ustalono 15 członków gromadzkiej rady narodowej.
10 kwietnia 1956 (z mocą obowiązującą wstecz od 29 lutego 1956) z gromady Jankowo wyłączono część wsi Konotopie o obszarze 14,27 ha (parc. br 82, 106 i 113), włączając ją do gromady Kikół w tymże powiecie w tymże województwie.
31 grudnia 1959 do gromady Jankowo włączono wsie Maliszewo, Drozdowiec i Rumunki Maliszewo ze zniesionej gromady Brzeźno, a także wsie Makowiska i Kiełpiny – bez obszaru lasów państwowych – i miejscowości Wizendorf Stary, Wizendorf Nowy, Kolonia Makowiska, Kolonia Kiełpiny, Rumunki Niedźwiedzkie i Rumunki Sumin oraz południową część wsi Sumin ze zniesionej gromady Sumin, w tymże powiecie.
1 stycznia 1961 z gromady Jankowo wyłączono oddziały leśne nr nr 144, 145, 164, 165, 166 i część oddziałów leśnych nr nr 125, 126, 146, 167, 168, 169, 170, 171 oraz część oddziału 151 o ogólnej powierzchni 266,18 ha, włączając je do gromady Osówka w tymże powiecie; do gromady Jankowo włączono natomiast część oddziałów leśnych nr nr 183, 184, 194, 195, 196, 206 i oddział leśny nr 207 o ogólnej powierzchni 102,87 ha z gromady Bobrowniki w tymże powiecie.
Gromadę zniesiono 1 stycznia 1969, a jej obszar włączono do gromad Wola (sołectwa Makowiska i Kiełpiny), Kikół (sołectwa Sumin i Konotopie) i – nowo utworzonej – Lipno (sołectwa Trzebiegoszcz, Jankowo i Maliszewo) w tymże powiecie.